# Kostel svatého Martina (Zlatá Olešnice)
Římskokatolický farní kostel svatého Martina ve Zlaté Olešnici je barokní sakrální stavba. Od roku 1963 je kostel chráněn jako kulturní památka.

## Historie

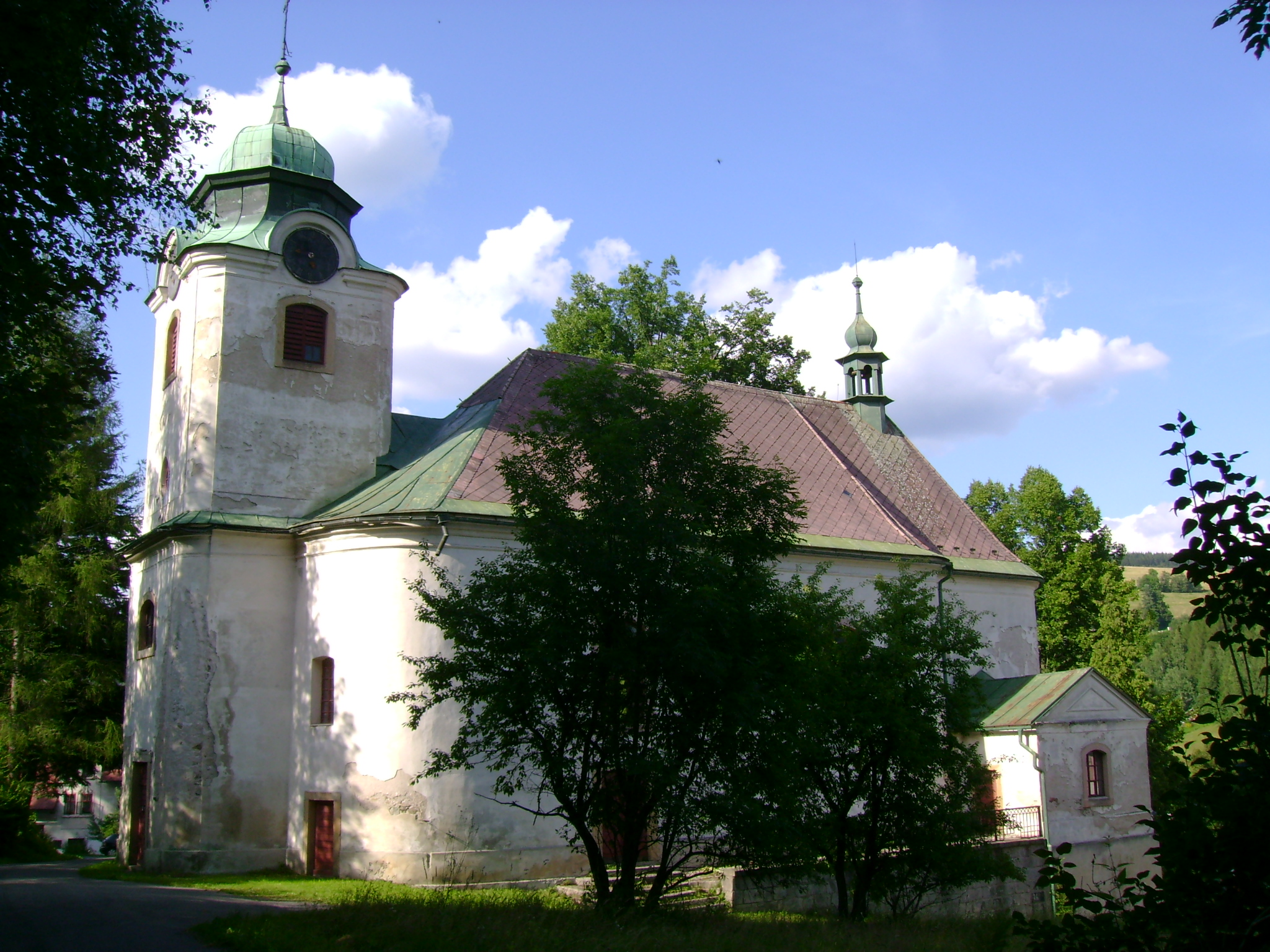
Kostel sv. Martina ve Zlaté Olešnici z boku

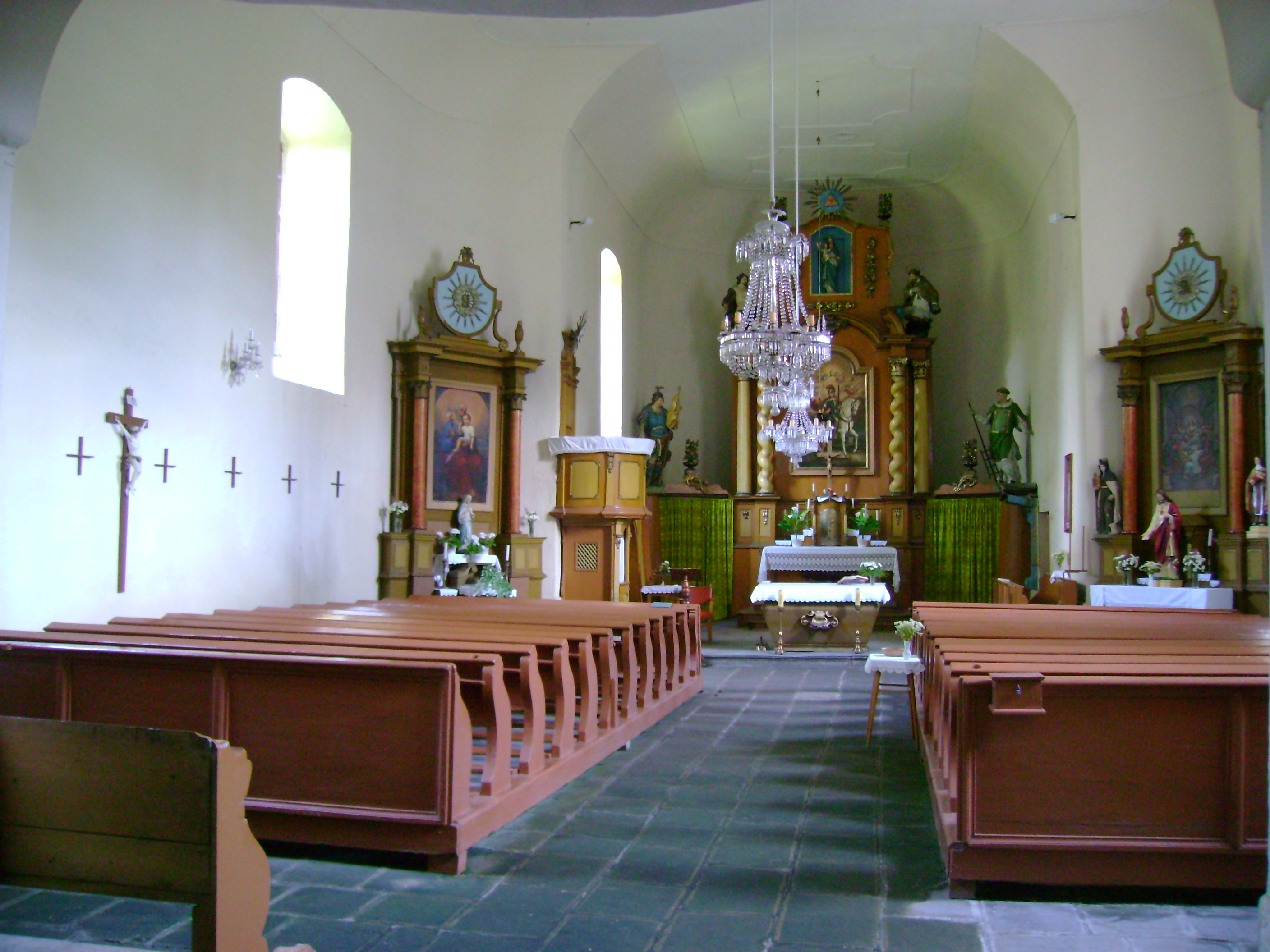
Interiér kostela ve Zlaté Olešnici

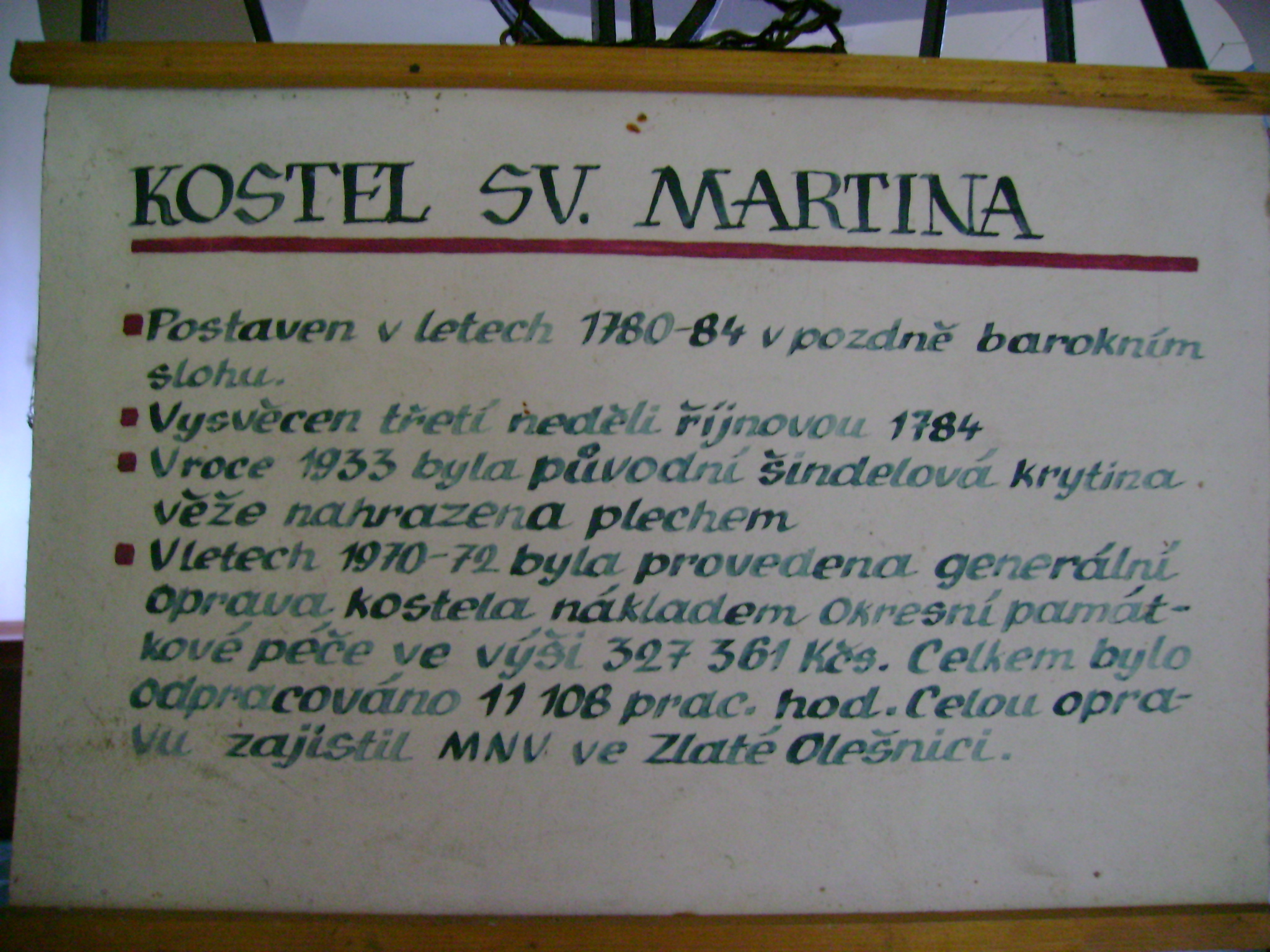
Informační tabulka v interiéru kostela

Kostel byl postaven v letech 1780–1784 v pozdně barokním slohu. Vysvěcen třetí říjnovou neděli v roce 1784. V roce 1933 byla původní šindelová krytina nahrazena plechem. V letech 1970–1972 byla provedena generální oprava kostela nákladem Okresní památkové péče ve výši 327 361 Kčs. Celkem bylo odpracováno 11 108 pracovních hodin. Celou opravu zajistil MNV ve Zlaté Olešnici.

## Architektura
Jedná se o jednolodní stavbu se segmentově uzavřeným presbytářem. Po jižní straně se nachází sakristie a v západním průčelí má kostel hranolovou věž. Uvnitř má kostel plochý strop. Kruchta je zděná a spočívá na pilířích.

## Zařízení
Zařízení kostela je barokní. Na hlavním oltáři je obraz sv. Martina z poloviny 18. století. Obraz umělecky patří spíše mezi dobová průměrná díla. Na oltáři jsou sochy sv. Vavřince, sv. Floriána, sv. Jana Nepomuckého a sv. Jana Křtitele z poloviny 18. století. Po kruchtou je oltářík sv. Lukáše. Jedná se o lidové, malované dílo z konce 18. století.

## Okolí kostela
V blízkosti kostela na mostě se nachází socha sv. Jana Nepomuckého od A. Suchardy z roku 1885.